# Planetetherium
Planetetherium es un género extinto de mamíferos planeadores herbívoros (parecido a un colugo) endémico de Norteamérica durante el Paleoceno que vivió hace 56 a 54 millones de años, existiendo aproximadamente 1.4 millones de años.
Se han encontrado sus fósiles en Montana y Wyoming, en estratos formados por los antiguos bosques de cipreses que sugieren que aquel fue su hábitat preferido. Los restos de este mamífero planeador han sido encontrados en donde anteriormente se encontraban bosques de cipreses, lo que sugiere su preferencia por este hábitat.

## Morfología
El Planetetherium mide alrededor de 25 centímetros de longitud, y su esqueleto recuerda mucho al de sus parientes modernos; sus dientes también guardan gran parecido con los modernos colugos. No hay evidencia directa de que el Planetetherium posee una membrana para planear como el colugo moderno, pero sus proporciones corporales sugieren que probablemente ese sea el caso.